# 咎愛
《咎愛》（法語：Le Passé）是一部2013年的法國電影。故事背景是一個略顯平凡的家庭問題，為一個回國簽下離婚證書的丈夫和一個想要在外重建新家庭的妻子，以這兩個角色為核心，慢慢向外拉扯出更多的角色與情緒。由阿斯加·法哈迪（Asghar Farhadi）所指導，康城影后貝妮絲·碧祖（Bérénice Bejo）主演，更使貝妮絲·碧祖因本片獲得2013坎城影展最佳女演員獎。本片入圍第71屆金球獎最佳外語片、2014奧斯卡最佳外語片伊朗代表等獎項。

## 劇情
劇本為一名和法國妻子瑪莉（Marie）（Bérénice Bejo飾﹞長期處在家庭糾葛中的伊朗男子雅密（Ahmad）（Ali Mosaffa飾），因為憂鬱症，抛棄妻子和二個孩子回到伊朗。四年後，她的法國妻子準備和法國男人Samir（Tahar Rahim飾)再婚，並給他寫信要求離婚。於是雅密不得不再次回到法國。當他到法國家中，看到了妻子的新男友，二個孩子卻不知所終，也發現這個家庭有不少問題與衝突存在，使得這趟看似要畫下句點的旅程，有掀起另一波關於親子家庭衝突的同居風暴。
雅密看到了妻子與女兒之間衝突不斷，終日家無寧日，尤其是瑪莉與她的十多歲女兒露絲（寶琳布赫萊 飾），關係甚為惡劣。雅密不忍眼見他們家不成家，於是努力修補兩母女的關係，但越是深究母女不和的箇中原委，雅密就漸漸揭發出一個隱藏在他們過去的一段重大秘密。

## 導演
- 阿斯哈·法哈蒂(Asghar Farhadi)

阿斯哈·法哈蒂(Asghar Farhadi)是當今伊朗電影的新秀，有伊朗塔比阿特莫達勒斯大學、以及德黑蘭大學戲劇藝術和舞台指導專業雙學士頭銜。他首部電影長片《與塵共舞》（Dancing in the Dust）即廣獲好評，奪下亞太影展包括最佳導演在內的三項大獎。最具有代表性的，是他的電影《分居風暴》，也替他推上事業顛峰，這部片一舉擒獲「金熊獎」最佳影片，更因全體演員表現完美，評審團並破天荒地將「銀熊獎」雙影帝/雙影后等7項大獎一次頒發給了該片。
法哈蒂曾說︰「古典悲劇往往側重善與惡的戰爭，我們總希望良善勝利，邪惡挫敗；但是現代社會的悲劇卻是善與善的戰爭，不論哪一方得勝，都是令人心碎的結果。」

## 演員
- 贝热尼丝·贝乔（Bérénice Bejo）飾演Marie Brisson
- 塔哈·拉辛（Tahar Rahim）飾演Samir
- 阿里莫沙法（Ali Mosaffa）飾演Ahmad
- 巴巴克卡里米（Babak Karimi）飾演Shahryar

## 獎項
- 2013第66屆坎城影展最佳女演員獎
- 2013第85屆美國國家評論協會獎最佳外語片
- 2014第71屆金球獎最佳外語片入圍
- 2014第86屆奧斯卡金像獎最佳外語片伊朗代表

## 外部連結
- 雅虎奇摩電影上咎愛的資料
- 爛番茄上The Past（页面存档备份，存于）的資料
- 豆瓣电影上《过往》的資料 （简体中文）